# Hellhole
Hellhole (Originaltitel: Ostatnia wieczerza, deutsch: „Das letzte Abendmahl“) ist ein polnischer Horrorfilm von Regisseur Bartosz M. Kowalski, der am 26. Oktober 2022 ins Programm von Netflix aufgenommen wurde. In der Hauptrolle verkörpert Piotr Żurawski einen Polizisten, der auf der Suche nach vermissten Frauen als verdeckter Ermittler ein von Mönchen betriebenes Sanatorium infiltriert.

## Handlung
Im Jahr 1987 verschwinden im polnischen Niederschlesien mehrere Frauen. Die Vermisstenfälle weisen allesamt Verbindungen zum örtlichen Sanatorium auf, weshalb der Polizist Marek in die Heilanstalt als verdeckter Ermittler eingeschleust wird. In der von Mönchen unter der Führung von Prior Andrzej betriebenen Einrichtung herrschen strenge Regeln und Ausgangsverbote; das Essen lässt sich nur schwer herunterwürgen. Marek ist Zeuge, wie psychisch erkrankte Menschen anscheinend durch Exorzismen geheilt werden. Bei seinen Nachforschungen stellt sich dies jedoch als Schwindel heraus, den das Sanatorium für die Beziehung öffentlicher Fördergelder inszeniert.
Marek gibt sich gegenüber Bruder Piotr als Polizist zu erkennen und fragt nach dem Verbleib der verschwundenen Frauen. Als er keine Antwort erhält, hebt er auf eigene Faust die Gräber im Innenhof aus, findet allerdings nur leere Särge vor. Daraufhin wird Marek niedergeschlagen, gefangen genommen und in seinem Schlafraum ans Bett gefesselt. Prior Andrzej zwingt ihn gewaltsam, mehrere der ungenießbaren Mahlzeiten zu essen, die Marek nun als Reste der verschwundenen Frauen identifiziert.
Als der ihm als Aufpasser zugeteilte Bruder Dawid einschläft, kann sich Marek befreien und den Mönch nach einem kurzen Handgemenge erschießen. Im Anschluss trifft er auf Bruder Piotr, der ihm offenbart, dass die ihm Sanatorium ansässigen Mönche Teil eines Ordens sind, die Marek für einen Auserwählten halten. Durch Bestechung wurde er gezielt in die Heilanstalt versetzt, wo er durch den Verzehr von sieben Sündern und einer Unschuldigen als Dämon wiedergeboren und Tod über die Welt bringen soll. Marek wird von Piotr betrogen und an die anderen Ordensbrüder ausgeliefert, um das Ritual nun zu vollenden.
Vor Mareks Augen wird eine unschuldige Frau geopfert und ihm ihr Blut verabreicht. Prior Andrzej ersticht Marek und wirft ihn für die Wiederauferstehung in den Brunnen, doch zur Verwunderung aller scheint das Ritual nicht zu funktionieren. Die Ordensbrüder vereinbaren, über die Vorkommnisse fortan zu schweigen, doch noch am Abend wird Prior Andrzej von Bruder Piotr erstickt, der fortan selbst als Vorsteher des Sanatoriums fungiert. Als einziger scheint er zu wissen, dass Mareks Auferstehung erst nach mehreren Stunden erfolgt, und so erscheint der vom Orden beschworene Dämon erst am nächsten Morgen. Über der Heilanstalt öffnet sich ein Portal zur Hölle, das die Welt langsam verschlingt.

## Produktion
Beim Horrorfilm Hellhole handelt es sich um eine Co-Produktion zwischen der polnischen Produktionsfirma Akson Studio und Netflix, die gemeinsam bereits die beiden Nobody-Sleeps-in-the-Woods-Tonight-Slasher verwirklichten. Als Regisseur fungierte abermals Bartosz M. Kowalski, der zusammen mit Mirella Zaradkiewicz auch das Drehbuch schrieb. Die Hauptrollen wurden mit Piotr Żurawski, Olaf Lubaszenko und Sebastian Stankiewicz besetzt; letztere arbeiteten mit Regisseur Kowalski bereits an den Nobody-Sleeps-in-the-Woods-Tonight-Filmen zusammen.
Die Dreharbeiten mit Kameramann Cezary Stolecki erfolgten von April bis Juni 2022 im polnischen Legnica. Die Filmmusik komponierte der Schwede Carl-Johan Sevedag. Sein aus 24 Musikstücken bestehendes Soundtrack-Album wurde am 7. Mai 2023 digital veröffentlicht.
Hellhole wurde am 26. Oktober 2022 ohne große Vorankündigungen oder Werbekampagnen ins Programm von Netflix aufgenommen. Dennoch erlangte der Film im Frühjahr 2023 bei Zuschauern eine gewisse Popularität und wurde zum Teil als Geheimtipp des polnischen Genrekinos bezeichnet.

## Synchronisation
Die deutschsprachige Synchronisation entstand nach einem Dialogbuch von Yvonne Prieditis und unter der Dialogregie von Iris Artajo bei den Eclaire Studios.
| Rolle         | Darsteller            | Synchronsprecher     |
| ------------- | --------------------- | -------------------- |
| Marek         | Piotr Żurawski        | Nicolás Artajo       |
| Prior Andrzej | Olaf Lubaszenko       | Hanns-Jörg Krumpholz |
| Bruder Piotr  | Sebastian Stankiewicz | Bernhard Völger      |
| Bruder Dawid  | Rafał Iwaniuk         | Tim Moeseritz        |
| Bruder Antoni | Lech Dyblik           | Marko Bräutigam      |

## Kritiken
Hellhole konnte vier der sechs bei Rotten Tomatoes gelisteten Kritiker überzeugen und erhielt dabei eine durchschnittliche Bewertung von 5,8 Punkten.
Als „durch und durch lohnender Horrorfilm“ mit einer Mischung aus Horror-Tropen, satanistischer Düsternis und fröhlichem Sakrileg wird Hellhole in einer positiven Filmbesprechung von Johnny Loftus für den Decider bezeichnet. Regisseur und Drehbuchautor Bartosz M. Kowalski treibe das Horrorgenre und den Bombast des Katholizismus auf die Spitze und beweise dabei einen gesunden Respekt für die altehrwürdigen und mitunter abstoßenden Stilmittel des Genres. Von der ersten Sekunde an strotze Hellhole so vor Atmosphäre und zeige ein schleichendes Grauen. Kowalski erfreue sich dabei an erzählerischen Finten, doch als Zuschauer mache es Spaß, sich auf all diese Irrwege einzulassen und hinter die Geheimnisse des Schauplatzes zu kommen.
Auch Cliff Brockerhoff von Filmpluskritik lobt die spannende und optisch konsequent erzählte Geschichte von Hellhole, die eine bittersüße Kritik am religiösen Fanatismus äußere. Von Beginn an herrsche eine intime und unangenehme Atmosphäre, in der Regisseur Bartosz M. Kowalski ein Auge fürs Detail beweise und seinen begrenzten Schauplatz gekonnt in Szenen setze. Auch erzählerisch gebe sich der Film ungeniert und verzichte auf große Expositionen, sondern nutze seine geringe Laufzeit stattdessen für die Etablierung seiner Figuren. So komme in Hellhole kaum Langeweile auf, da die Erzählung ständig kleinere Haken schlage, auch wenn einige Motive des Films zu sehr Genreklischees bedienen würden. Dennoch hebt Brockhoff den gänzlichen Verzicht auf Humor positiv hervor, auch wenn das Ende erzählerisch etwas abfalle, da es hier zu einem unpassenden Bruch in der Grundstimmung komme.
Anders sieht es Oliver Armknecht von Film-Rezensionen, für den sich vor allem das Ende wohltuend vom Einerlei des Genres abhebe, auch wenn dabei nicht alle Fragen geklärt werden würden. Was anfangs noch nach einem der unzähligen austauschbaren Horrorfilme über Exorzismen aussehe, werde schon bald zu einem geschickten Spiel mit der Ungewissheit des Zuschauers. Hellhole schwanke dabei zwischen Bestätigung und Überraschung, ebenso wie zwischen Horror und einem Krimi im Stile von Die purpurnen Flüsse. Auch wenn der solide Film so atmosphärisch durchaus gelungen sei, könne er mit seinen altbekannten Stilmitteln aus der Flut an Genrevertretern dennoch nicht hervorstechen.
Enttäuscht zeigt sich hingegen Amanda Guarragi von Readysteadycut, für die die Inszenierung zwar überzeugen könne, die Geschichte insgesamt aber zu schwach sei. Hellhole bedienen sich dabei beim altbekannten religiösen Horror und könne mit seiner unheimlichen Atmosphäre, dem Ekelfaktor und den praktischen Effekten durchaus punkten, doch die zentralen Ermittlungen seien langweilig, da die Erzählung kaum vorankomme. Auch die Wendung zum Ende hin sei kaum fesselnd, sodass der Film trotz seines großartigen Kreaturendesigns letztendlich verpuffe.